# Justin Sicard de Plauzoles
Justin Joseph Eugène Sicard de Plauzoles (Montpellier, 12 janvier 1872 - Paris 14e, 15 décembre 1968), docteur, professeur au Collège libre des sciences sociales, fut une figure du mouvement hygiéniste en France au début du XXe siècle et président de la Ligue des droits de l'Homme.

## Biographie
Né en 1872, Justin Sicard de Plauzoles s'oriente vers la médecine et travaille notamment sur les questions d'hygiène. Il devient une figure clé du mouvement anti-vénérien et assure la direction de la ligue contre le péril vénérien à partir de 1923. En 1938, il est secrétaire général du Conseil supérieur d’hygiène sociale, chargé de l’examen de toutes les questions envoyées par le ministre de la Santé publique relatives à l’organisation, au fonctionnement et au développement de l’hygiène sociale. En 1913 Sicard de Plauzoles est membre du "Comité de Défense des Soldats".
Vice-président de la ligue française des droits de l'Homme dès les années 1930, il en devient président de 1946 à 1953. Il y milite notamment pour la légalisation de l'avortement et la libéralisation de la contraception, ainsi qu'en faveur de l’abolition de la prostitution.
Il meurt en 1968.

## Écrits
- « Le Sens de la vie : questions d'hygiène sociale » (1929), Éditions médicales, 192 p.
- « Éducation sexuelle, génération consciente » (1931), Éditions médicales
- « Les maladies vénériennes. Leur danger actuel et permanent » (1958) , éd. Néret